# 完颜阿鲁真
完颜阿鲁真，金朝女性人物，宗室完颜承充之女，胡里改猛安夹谷胡山之妻。
丈夫死后寡居，有众千余人。兴定元年（1217年），完颜承充为上京元帅，上京行省太平抓住完颜承充响应蒲鲜万奴。阿鲁真修治废垒、器械，屯积粮草准备自守。蒲鲜万奴派人招降，不从，于是把完颜承充书射入城中，完颜阿鲁真拿到就撕碎了，说：“这是伪造的。”蒲鲜万奴的军队急攻，阿鲁真穿男子衣服，与其子夹谷蒲带督军力战，杀数百人，生擒十余人，蒲鲜万奴的军队解围而去。后来再派兵将攻打蒲鲜万奴，擒获其将一人。金宣宗下诏封完颜阿鲁真为郡公夫人，夹谷蒲带按功升赏。完颜承充已被擒，乘间对两个二子完颜女胡、完颜蒲速乃说：“吾宿卫出身，官至一品，死而无恨。你等也官居高位，未尝一日报效国家，当思自处，以为后图。”二子于是冒险南逃，当年四月至南京。